# Alonzo Sundman
Viktor Alonzo Sundman, född 19 juni 1895 i Mariehamn, död 14 april 1960 i Helsingfors, var en finländsk militär. 
Sundman anslöt sig 1915 till Preussiska jägarbataljonen 27 och var under finska inbördeskriget 1918 bland annat bataljonskommendör. Han tjänstgjorde därefter vid olika regementen och vid Generalstaben, studerade vid Krigshögskolan 1928 och 1931–1932, var militärattaché i Berlin 1938–1940 och under fortsättningskriget bland annat chef för 17. Divisionen vid Svir och på Karelska näset. Han var generalstabschef 1949–1955, blev general av infanteriet 1955, tog avsked samma år och var verkställande direktör för ett företag i oljebranschen 1956–1960.